# Hemmastudio
Hemmastudio är en mindre musikstudio belägen i eller i nära anslutning till hemmet, även kallad projektstudio eller sovrumsstudio. Hjärtat i den moderna hemmastudion är i regel en dator, ett externt ljudkort och programvara för musikproduktion och inspelning. Studion kompletteras i regel med mikrofon(er), MIDI-klaviatur och studiomonitorer. På senare år har hemmastudion blivit vanligt förekommande och allt fler artister och band har möjlighet att producera musiken själva. Detta tack vare den teknologiska utvecklingen som lett till att studioutrustning blivit billig och lättillgänglig, och inte minst informationsspridningen på internet. 

## Utrustning i en modern hemmastudio
Den utrustning man finner i en hemmastudio skiljer sig nödvändigtvis inte från utrustningen i en professionell inspelningsstudio. Hemmastudion är däremot känd för att vara billigare, mindre till storleken och ha ett litet mindre utbud av utrustning. En komplett hemmastudio anses ofta bestå av följande:
- Dator, stationär eller bärbar
- Programvara (Digital Audio Workstation)
- Hörlurar som lämpar sig för mixning
- Ljudkort, vanligtvis externt (audio interface)
- Kondensatormikrofon eller dynamisk mikrofon
- Studiomonitorer (högtalare)
- MIDI-klaviatur
- Akustikbehandling